# Бернштейн, Инна Максимовна
Инна Максимовна Бернштейн (3 октября 1929, Москва — 11 августа 2012, там же) — советский и российский переводчик.

## Биография
Окончила филологический факультет МГУ им. М. В. Ломоносова по специальности «Романо-германская филология» (1953). Член Союза писателей СССР (1971), Союза писателей Москвы, Союза мастеров перевода. Лауреат Премии московского Литфонда и Альфа-банка (1999). В начале 1970-х гг. подготовила полный перевод на русский язык «Смерти Артура» Томаса Мэлори, который был издан в серии «Литературные памятники».
Умерла 11 августа 2012 года. Похоронена на Перепечинском кладбище.

## Семья
- Бабушка — Рохл Бернштейн, поэтесса, писала на идише[4].
- Мать — Маргарита Исаковна Бернштейн (урождённая Лившиц, 1903—1978), близкая знакомая поэта Сергея Есенина (с 1920 года)[5][6].
- Первый муж — филолог и переводчик Симон Перецович Маркиш, сын поэта Переца Маркиша.
  - Сын — иеромонах Макарий (Маркиш) (род. 1954), церковный публицист.
- Второй муж — математик Виктор Борисович Лидский[7].
  - Сын — пианист Михаил Лидский.

## Переводы
- Джером К. Джером «Истории, рассказанные после ужина», сборник рассказов (1957)
- Меллвил Г. «Моби Дик, или Белый Кит», роман (1961)[8]
- Вульф Х. «Непогода», роман (1962)
- Голсуорси Дж. «Тёмный цветок», роман (1962)
- Меллвил Г. «Тайпи», роман (1967)
- Стивенсон Р. Л. «Уир Гермистон», роман (1967)
- Эджворт М. «Вдали отечества», роман (1972)
- Во И. «Возвращение в Брайдсхед», роман (1974)
- Мёрдок А. «Чёрный принц», роман (1974)
- Мэлори Т. «Смерть Артура», роман-эпопея (1974)
- Теккерей У. «Романы прославленных сочинителей», сборник пародий (1975)
- Гарднер Дж. «Осенний свет», роман (1981)
- Стюарт М. «Полые холмы», роман (1983)
- Этвуд М. «Постижение», роман (1985)
- Стюарт М. «Последнее волшебство», роман (1987)
- Апдайк Дж. «Ярмарка в богадельне», роман (1990)
- Пристли Дж. Б. «Трое в новых костюмах», роман (1990)
- Киплинг Р. «Отважные капитаны», роман (1991)
- Кристи А. «Багдадская встреча», роман (1996)
- Вудхауз П. Г. «Брачный сезон», «Радость поутру», романы (1998)
- Дойл, А. К. «Долина Страха», роман (2008)
- рассказы С. В. Бене, А. Бирса, О. Генри, У. С. Моэма, Э. А. По, Дж. Д. Сэллинджера, М. Твена, Г. К. Честертона и др.